# Carlo Denina
Carlo Giovanni Maria Denina (ur. 28 lutego 1731 w Revello, zm. 5 grudnia 1813 w Paryżu) – włoski filolog i historyk.
Carlo Denina kształcił się w turyńskich ośrodkach kościelnych, gdzie autonomia względem Rzymu była większa niż w pozostałych państwach. W 1758 r. opublikował Lo studio della teologia e la norma della fede.
W 1760 r. doktoryzował się z teologii w Mediolanie. W tym samym roku opublikował Il discorso sulle vicende di ogni letteratura, będące studium historii literatury powszechnej, reprezentujące bardzo wówczas popularny rodzaj piśmiennictwa. W 1762 r. założył czasopismo Parlament Oktawiana, którego łagodny reformatorski charakter wzbudził wiele sprzeciwów.
Pracował także nad szerokim projektem reform. Prowadził szczegółowe badania na temat rozwoju głównych włoskich miast w okresie średniowiecza i na podstawie tych obserwacji opracował Riflessioni sopra la grandezza e la decadenza delle repubbliche d'Italia de mezzi tempi. Podczas pracy projekt przerodził się w historię Włoch, która odnotowywała najważniejsze wydarzenia każdej epoki.
Opublikowana w końcu w 1770 r. praca pod tytułem Delle rivoluzioni d'Italia zapewniła Deninie najpierw katedrę retoryki w wyższym kolegium w Turynie, a następnie katedrę języka greckiego i włoskiego. Tekst ten kończył się analizą sytuacji we Włoszech w ostatnich pięćdziesięciu latach oraz projektem reform będących szansą wspomożenia najbiedniejszych klas. Te propozycje mimo wsparcie króla Karola Emanuela III oraz części turyńskiego kleru ściągnęły na Deninę atak środowisk kościelnych. Publikacja w 1777 r. utworu Dell'impiego delle persone przyczyniła się do zwolnienia Deniny z uniwersytetu oraz oddelegowania go do seminarium w Vercelli.
W 1782 r. na zaproszenie króla Prus Fryderyka II udał się do Poczdamu, gdzie działał jako publicysta i pisarz. Kiedy dowiedział się o terrorze Robespierre'a, opowiedział się przeciwko rewolucji francuskiej. Ciekawy jest fakt, że motywując swój osąd, twierdził, iż ustrój monarchiczny jest bardziej przyjazny literaturze niż republikański.
W 1804 r. został mianowany przez Napoleona bibliotekarzem w Paryżu. Zmarł w stolicy Francji.